# Mirek Topolánek
Mirek Topolánek (Vsetín, 1956. május 15. –) politikus, Csehország miniszterelnöke (2006–2009).

## Élete
Topolánek gépésznek tanult a Brnói Egyetemen. Tanulmányai befejeztével az 1970-es években több évig tervező- és projektmérnökként dolgozott Ostravában és Prágában. 1991-ben energetikai céget alapított, ami végül 1999-ben csődbe ment.
Nős, három gyermek édesapja. A cseh nyelv mellett kiválóan beszél angolul, németül, oroszul és lengyelül is.

### Politikája
Topolánek 1989 óta van politikai pályán, 1996-tól képviselő a cseh szenátusban. 2002-től kormányfőhelyettes és Václav Klaus helyettese az ODS  elnöki székében. 2006-ban az ODS szerezte a legtöbb szavazatot a választásokon, és az új parlamentben 81 képviselővel rendelkezik.
2009 első félévében Csehország miniszterelnökeként egyúttal az Európai Tanács elnökének tisztjét is ellátja.
2009. március 24-én a cseh parlamentben tartott bizalmi szavazáson leszavazták, ezért lemondott. Utódja Jan Fischer lett, akit május 8-án iktattak be.

## Külső hivatkozások
- Hivatalos weboldala